# Закон про реформу та контроль за імміграцією в США (1986)
Закон про реформу та контроль за імміграцією в США (англ. IRCA 1986), також закон Сімпсона-Мадзолі — постанова Дев'яносто дев'ятого Конгресу США, згідно з яким вкотре було перетворено закон про імміграцію в США. До цього часу закон більш широко відомий як Імміграційна амністія в США, оскільки це була перша та єдина офіційна великомасштабна імміграційна амністія в історії країни станом на 2010.

## Законодавство
Закон ввів покарання за усвідомлений найм або прийняття заяви на роботу від незаконних іммігрантів або інших іноземців, які легально перебувають у країні, які не мають дозволу на роботу. Роботодавці таким чином змушені були спочатку перевірити статус службовців або кандидатів. Крім того, цей закон надав амністію певним категоріям незаконних іммігрантів, які змогли довести, що вони проникли на територію країни до 1 січня 1982, тобто як мінімум за п'ять років до ухвалення закону, і безперервно проживали в США весь цей час. Закон надав шлях до легалізації насамперед численним сільськогосподарським сезонним робітникам, а також іншим нелегальним («простроченим») іммігрантам. Іммігрантам було дано 3 дні на те, щоб звернутися до найближчого паспортного столу. Амністією скористалося за цей час 2,8 млн осіб, близько 80 % з них громадяни Мексики. Особливо значними масштаби легалізації були у штатах Техас та Каліфорнія.

## Наслідки
Закон досі неоднозначно сприймається в США, особливо в республіканському середовищі через ланцюгову реакцію, що виникла за ним. Річ у тому, що слідом за 2,8 млн іммігрантами, що легалізувалися, відповідно до законів США, почали прибувати і до теперішнього часу прибувають дружини, діти, батьки, брати і сестри, що фактично збільшило чисельність іммігрантів у 3—5 разів. Амністія також вплинула на зміну расового і національного складу Південного Заходу США, прискоривши високі темпи зростання латиноамериканського населення.